# Theater Altes Hallenbad

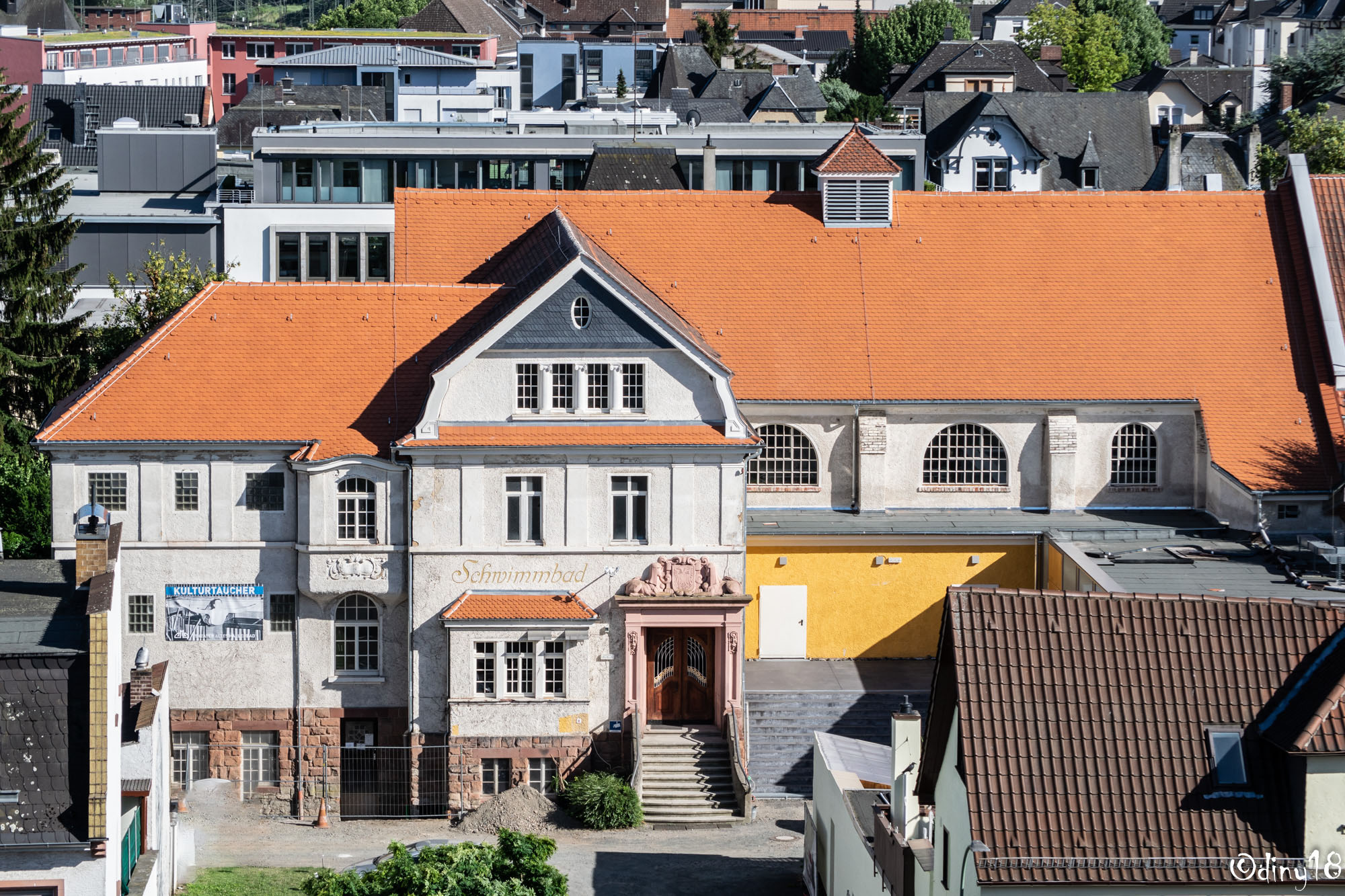
Blick auf das Theater von der Stadtkirche aus, 2019

Das Theater Altes Hallenbad in Friedberg (Hessen) ist ein ehemaliges Schwimmbad, das 1909 errichtet wurde. Nach langem Leerstand ab 1980 wird das Alte Hallenbad heute nach umfangreichen Sanierungsarbeiten als Theater und Kultureinrichtung genutzt.

## Geschichte

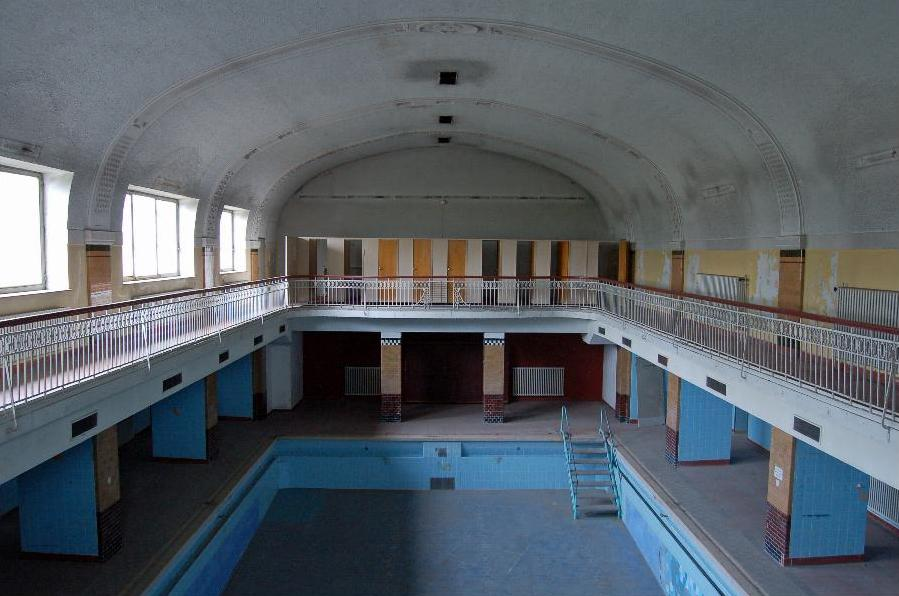
Schwimmhalle, 2007

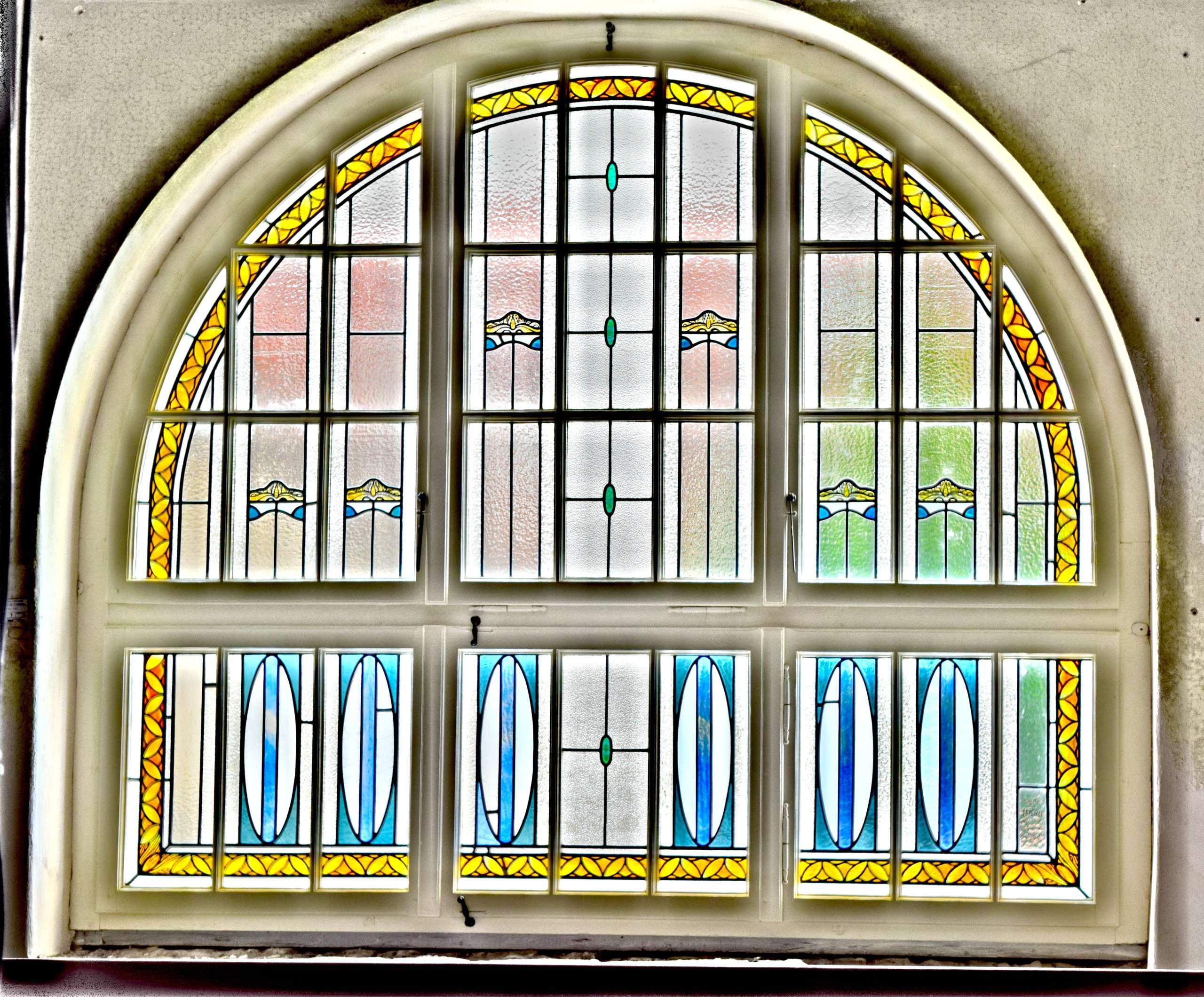
Jugendstilfenster im Obergeschoss des Foyers

Das Jugendstil-Gebäude in der Friedberger Innenstadt in der Nähe des Wetterau-Museums und der Stadtkirche Friedberg wurde im Jahr 1909 als Schwimmbad und Badeanstalt eingeweiht mit einer Terrasse für Sonnenbäder.
Die Initiative für den Bau dieses Schwimmbads kam Anfang des 20. Jahrhunderts aus der Friedberger Bürgerschaft; sie gründete einen Bürgerverein, der sich für den Bau einsetzte, um bessere hygienische Verhältnisse für alle Friedberger Bürger zu schaffen.
Der Bürgerverein finanzierte den Bau über Spenden, darunter ℳ 50.000 (inflationsbereinigt heute etwa € 365.000) des Friedberger Kommerzienrates Carl Trapp, eine Lotterie und die „Actien-Gesellschaft Städtisches Schwimmbad Friedberg in Hessen“. In der Zeit vom 17. Februar 1908 (erster Spatenstich) bis zum Mai 1909 wurde das Bad nach den Plänen des Architekten Hans Meyer aus Gießen errichtet. Er beschrieb den Baustil folgendermaßen: „Während im Inneren des Gebäudes vorwiegend moderne Stileinrichtung zur Anwendung kam, zeigt das Äußere durchweg den Charakter des Barocks.“ So ist das Gebäude im Inneren durch zahlreiche Elemente des Jugendstils gekennzeichnet, während es außen dem damals modernen Neobarock huldigt. Nach Fertigstellung beliefen sich die Kosten auf 169.737 Mark, die durch die Mittel des Vereins gedeckt wurden.
Der Bürgerverein sorgte nach der Eröffnung des Schwimmbads zu Pfingsten 1909 für den Betrieb des Hallenbads, am 1. April 1934 übernahm die Stadt Friedberg durch den Ankauf der Restaktien das Bad und betrieb es in eigener Regie.
1963 fielen viele Jugendstil-Elemente des Schwimmbads einer vermeintlichen „Modernisierung“ zum Opfer. Wandbilder, wie die elf Meter breiten und fünf Meter hohen „Wellenspiele“ des Friedberger Zeichenlehrers Ludwig Roth an der Stirnseite, der große Brunnen aus Granit mit der Faun-artigen Fratze und den drei Fröschen am Nichtschwimmerbecken, die 30 „Auskleidezellen aus astfreiem Tannenholz“, das hölzerne Kassenhäuschen und der kleine Brunnen im Foyer wurden entfernt, Fenster, zum Teil aus Buntglas, durch Glasbausteine ersetzt. Die alten Wannenbäder wurden zum großen Teil beseitigt. Ihre Nutzung ließ nach, da immer mehr Häuser und Wohnungen eigene Badezimmer erhielten.
In den 1950er, 1960er und 1970er Jahren kamen viele Menschen aus Friedberg und Umgebung zum Schwimmen in das Alte Hallenbad. Nachdem die Städte Friedberg und Bad Nauheim Ende der 1970er Jahre ein gemeinsames Freizeit-Schwimmbad errichtet hatten, wurde das Friedberger Hallenbad am 1. Juni 1980 geschlossen. Es verkam und verfiel zunehmend. 1985 wurde es als „Denkmal bürgerschaftlichen Gemeinsinns“ unter Denkmalschutz gestellt und konnte daher nicht abgerissen werden.
Während des langen Leerstands ab 1980 wurde von Seiten Friedberger Bürger das Ziel verfolgt, das Jugendstil-Gebäude zu sanieren und wieder zu nutzen, unter anderem auch als eine Kultureinrichtung für die Stadt und die Wetterau, da kulturelle Veranstaltungen lediglich in der Friedberger Stadthalle stattfanden. Eine kleine Bühne mit besonderem Charakter fehlte.
Nach verschiedenen Initiativen in den 1990er Jahren gründeten engagierte Bürger im April 2007 die Gesellschaft der Freunde Theater Altes Hallenbad Friedberg/Wetterau e. V. „Von Bürgern für Bürger: Beim alten Hallenbad im hessischen Friedberg war das von Beginn an das Motto“. Im September 2008 folgte die Gründung einer gemeinnützigen GmbH mit dem Verein als alleinigem Gesellschafter und Marc Rohde als erstem ehrenamtlichen Geschäftsführer. Nach Verhandlungen mit der Stadt Friedberg wurde das Alte Hallenbad der Gesellschaft im Rahmen eines Erbbaurechtsvertrages im November 2009 für 66 Jahre übergeben. So konnten mit Hilfe der Stadt sowie durch Vereinsbeiträge, Spendengelder und öffentliche Mittel die ersten notwendigen Sanierungsarbeiten (Trockenlegen des Kellers) begonnen werden. Im Jahr 2010 erfolgte ein Architekten-Wettbewerb, der die planerischen Grundlagen für die grundlegende Sanierung des Jugendstil-Gebäudes in enger Zusammenarbeit mit dem Denkmalschutz und zum Umbau des Alten Hallenbades zu einem Theater legte. Es fanden umfangreiche Sanierungs- und Umbaumaßnahmen statt, das Schwimmbecken wurde abgedeckt, es entstand der große Saal.

## Gegenwart

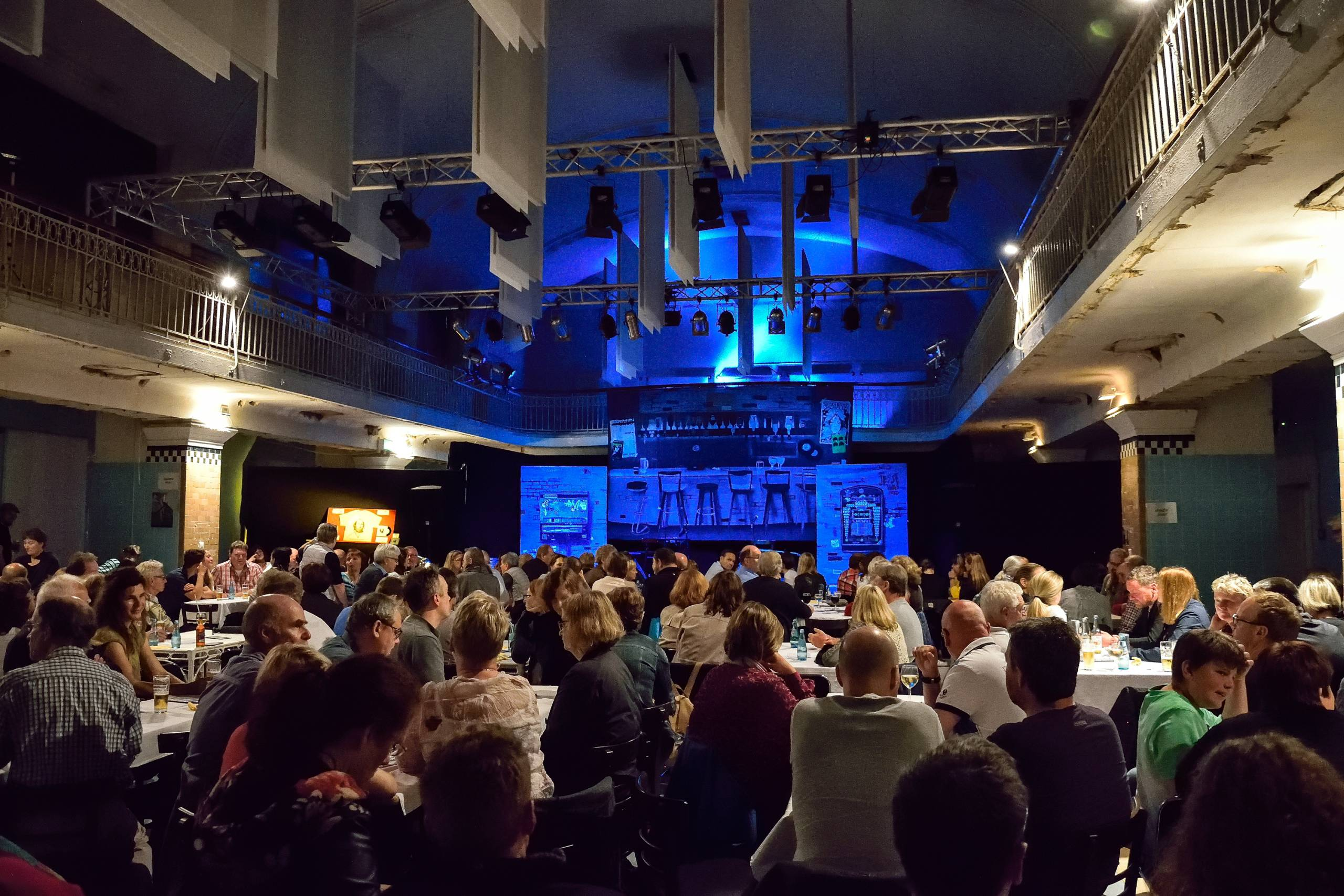
Die ehemalige Schwimmhalle als Theatersaal

Ab 2013 wurde das Alte Hallenbad trotz laufender Baumaßnahmen als Kultureinrichtung genutzt. Das Hessische Landesamt für Denkmalpflege, die Deutsche Stiftung Denkmalschutz, die Bundesrepublik Deutschland und die Stadt Friedberg sowie Privatpersonen und Firmen unterstützten die weitere Restaurierung und Renovierung des Gebäudes, wobei man sich an den Originalen orientiert. Nach Verzögerungen und deutlichen Kostensteigerungen wurde das Theater mit einer Festwoche vom 7. bis 19. September 2024 wieder eröffnet.
Vom 15. bis zum 23. Juni 2013 hatte die erste „Kulturwoche Theater Altes Hallenbad“ Premiere. Heute stellt die vereinsinterne Kultur-AG unter dem Titel „Kulturtaucher“ pro Jahr ein Programm mit rund 80 Veranstaltungen zusammen. Ein Höhepunkt ist dabei jährlich eine Oper als Eigenproduktion von Mitgliedern des Vereins mit eigenem Orchester und Chor. Hinzu kommt die Kooperation mit der freien Friedberger Theater-Gruppe „Heldentheater“. Klassische und populäre Konzerte, Kleinkunst, Kabarett, Vorträge und Programme für Kinder runden das Programm ab. Zudem arbeitet das Theater Altes Hallenbad mit der Friedberger Musikschule bei den „Internationalen Gitarrentagen“ mit Musikern aus aller Welt zusammen.
Zahlreiche Friedberger Einrichtungen nutzen das Theater für Veranstaltungen, auch private Feiern sind möglich.